# Спарта (Вісконсин)
Спарта (англ. Sparta) — місто (англ. city) в США, в окрузі Монро штату Вісконсин. Населення — 10 025 осіб (2020).

## Географія
Спарта розташована за координатами 43°56′31″ пн. ш. 90°48′24″ зх. д. / 43.94194° пн. ш. 90.80667° зх. д. (43.941813, -90.806793).  За даними Бюро перепису населення США в 2010 році місто мало площу 17,07 км², з яких 16,93 км² — суходіл та 0,15 км² — водойми. В 2017 році площа становила 20,61 км², з яких 20,46 км² — суходіл та 0,15 км² — водойми.

## Демографія
Згідно з переписом 2010 року, у місті мешкали 9522 особи в 3986 домогосподарствах у складі 2342 родин. Густота населення становила 558 осіб/км².  Було 4192 помешкання (246/км²).
Расовий склад населення:
| - 92,2 % — білих - 1,5 % — чорних або афроамериканців - 0,6 % — корінних американців - 0,5 % — азіатів - 0,1 % — вихідців з тихоокеанських островів - 3,5 % — осіб інших рас |

До двох чи більше рас належало 1,6 %. Частка іспаномовних становила 6,8 % від усіх жителів.
За віковим діапазоном населення розподілялося таким чином: 24,9 % — особи молодші 18 років, 60,5 % — особи у віці 18—64 років, 14,6 % — особи у віці 65 років та старші. Медіана віку мешканця становила 36,5 року. На 100 осіб жіночої статі у місті припадало 95,2 чоловіків;  на 100 жінок у віці від 18 років та старших — 92,1 чоловіків також старших 18 років.
Середній дохід на одне домашнє господарство  становив 51 924 долари США (медіана — 45 234), а середній дохід на одну сім'ю — 58 274 долари (медіана — 55 938). Медіана доходів становила 37 887 доларів для чоловіків та 32 714 долари для жінок. За межею бідності перебувало 19,9 % осіб, у тому числі 35,3 % дітей у віці до 18 років та 12,0 % осіб у віці 65 років та старших.
Цивільне працевлаштоване населення становило 4505 осіб. Основні галузі зайнятості: виробництво — 20,4 %, освіта, охорона здоров'я та соціальна допомога — 20,3 %, роздрібна торгівля — 12,1 %, мистецтво, розваги та відпочинок — 9,9 %.